# 富士急行
富士急行股份有限公司（日语：／ Fuji Kyūkō */?），簡稱富士急行或富士急，是日本以山梨縣富士吉田市為中心的交通運輸公司。除了原有的鐵路運輸之外，富士急行並有經營巴士、船運、計程車等相關運輸事業，並且旗下子公司有經營樂園與度假村等相關旅遊事業。
公司在1926年創立的名稱是「富士山麓電氣鐵道」，在1960年改名為「富士急行」。而富士急行也是全國登山鐵道‰會的成員。

## 歷史
2024年9月18日，富士急行時隔20年再度更換新的集團標誌，以群青色的富士山和富士五湖作為象徵。

### 業務重組
2021年4月28日，富士急行宣佈將其鐵路業務分拆的計畫。同年5月25日，成立子公司「富士山麓電氣鐵道」（與母公司創業時的名稱相同），並於2022年4月1日從母公司手中接管鐵路業務。
2023年6月1日，富士山麓電氣鐵道接手「〜河口湖〜富士山全景纜車」的營運，運輸事業擴展到索道管理。

## 鐵路事業
富士山麓電氣鐵道目前經營有富士急行線，並可細分為兩條路線。
| 路線記號 | 中文線名 | 日文線名 | 起點           | 終點           | 距離（公里） |
| -------- | -------- | -------- | -------------- | -------------- | ------------ |
| FJ       | 大月線   |          | 大月（FJ01）   | 富士山（FJ16） | 23.6         |
| FJ       | 河口湖線 |          | 富士山（FJ16） | 河口湖（FJ18） | 3.0          |

### 預計引進的車輛
2025年4月4日，富士山麓電鐵宣布已從JR東日本收購6輛日本國鐵205系電聯車，並且規劃在改裝完後於該年度的夏季開始運轉。

### 鐵路車輛
- 8500系
- 8000系：2013年11月由小田急電鐵購入的小田急20000型電車改造而來，2014年7月12日開始運行。
- 6000系：由JR東日本購入的205系電車改造而來，2012年2月29日開始正式運行。
- 2000系：2001年9月由JR東日本購入的165系電車改造而來，2002年初以臨時列車運行，2月28日開始正式運行。
- 5000系

- ホキ800系

### 過去使用的車輛
1000系:2024年9月24日，富士山麓電鐵宣布，富士急行1000系電聯車規劃於2024年12月15日停止運轉。

## 外部連結
- （日語）富士急行 （页面存档备份，存于）
- （日語）富士山麓電気鉄道 （页面存档备份，存于）